# 福田舞 (1992年生の歌手)
福田 舞（ふくだ まい、1992年3月18日 - ）は、日本の元女優・歌手である。東京都出身。
1996年、ダンス教室に通っていたのをキッカケに役者デビュー。役者としても活動しながら、「まいめろでぃーず」「ムチャチ〜タ（2003年 - 2004年）」等のユニットに所属する等して、歌手としても活動している。

## 出演

### テレビ
- ちびっこ&スターカラオケバトル（1997年12月31日、フジテレビ）
- うたっておどろんぱ（1999年5月、NHK教育）「ライド・オン・ドリーム」のバックダンサー
- キッズプラネット（1999年、スカイパーフェクTV!）
- ビッグウェンズデー（1999年、TBS）特別賞受賞
- 第50回NHK紅白歌合戦（1999年12月31日、NHK総合）KinKi Kidsのバックダンサー
- 英語であそぼ（? - 2001年3月、NHK教育）
- 金曜オンステージ〜いっきにパラダイス〜（2001年8月31日、NHK総合）アニメソングメドレー（「おどるポンポコリン」「キャンディキャンディ」「鉄腕アトム」）のバックダンサー
- ポンキッキーズ21なつまつり「たいやきまつり」（2001年9月8日、フジテレビ）アイビィーアートスクエアチーム
- Live! Love! Eve!（2003年3月6日、BS-i）
- たけしの誰でもピカソ 春満開!美と笑いの夢の大饗宴!（2003年4月4日、テレビ東京）
- BSどーもくんワールド子供の日SP（2003年5月5日、BS2）
- 最高!ブギウギナイト（2003年5月9日、テレビ東京）
- ジュニアでGO!（2003年10月）
- STARWAY（ディズニーチャンネル）
- HYPERエンタ!（? - 2004年1月5日）
- おねがいマイメロディ（2005年11月27日・12月4日、テレビ東京）

### CM
- 日産セレナ
- JR東日本「Suica」
- 明治乳業「コーンソフト」プロモーションビデオ『ままDEマジック』（2003年）パパイヤ鈴木の娘役
- セガトイズ「ダンスピコ」（2003年）
- ダメ。ゼッタイ。（2004年）普及運動キャンペーンガール
- ドンキーコンガ2ヒットソングパレード（2004年）

### ラジオ
- 高田純次・河合美智子の東京パラダイス（2003年3月8日、文化放送）
- 恵俊彰のディア・フレンズ（2003年3月20日、TOKYO FM）
- BAYSIDE FREEWAY（2003年3月30日、Bay-FM）

### 舞台・イベント
- avex non-stop 150h in velfarre （1998年8月30日、千葉マリンスタジアム）
- 日本振付家協会「ダンスダンスダンス」福祉ミュージカル「もう一度踊りたい」（1999年7月2日・3日、板橋区立文化会館）
- ラ・レーヌ中野サンプラザライブ（1999年、中野サンプラザ）
- 銀座博品館「こども舞踊フェスティバル」
- 岡本真夜コンサート（1999年11月20日、東京国際フォーラム）
- ノクティダンスフェスティバル2（2001年4月22日、高津市民館大ホール）
- エルダ・アルゴ2001「スタート!」（2001年7月）
- アニー2002（2002年）
- おかあさんといっしょファミリーコンサート「バナナン島の大ぼうけん!」（2002年11月1日 - 4日、NHKホール）
- アニークリスマスコンサート〜サンタクロースの宝物〜（2002年12月22日・23日、青山劇場）
- HMV新宿サウス インストアライブ（2003年3月6日、HMV新宿サウス）
- お台場パレットタウンイベント（2003年3月9日、お台場パレットタウン パレットプラザ）
- 秋葉原イベント（2003年3月16日、ラオックス アソビットシティ1番街）
- イオン成田ショッピングセンターイベント（2003年3月22日、イオン成田ショッピングセンター）
- お台場イベント（2003年3月23日、J-POP CAFEお台場&ジョイポリス）
- DASH☆アイビィー2003（2003年3月29日・30日、こまばエミナースホール）
- 茂原イベント（2003年5月4日、ショッピングプラザアスモ）
- 広島三原イベント（2003年8月9日、ジャスコ三原店・やっさ祭りメインステージ）
- グッドモーニング「あかの他人」（2003年8月27日 - 31日、大塚 萬スタジオ）特別出演
- 都庁イベント（2003年8月30日、東京都庁都民広場）
- 麻薬・覚せい剤乱用防止運動神奈川大会（2003年11月12日、神奈川県民ホール小ホール）
- ダンス向上委員会（2003年11月14日、渋谷BOXX）
- 第19回次世代ワールドホビーフェア（2004年1月25日、幕張メッセ）
- DASH☆アイビィー2004（2004年4月3日・4日、こまばエミナースホール）
- 「6・26国際麻薬乱用撲滅デー」都民の集い（2004年6月26日、新宿駅西口広場）
- あかの他人「デリシャス!」（2004年8月26日 - 29日、萬スタジオ）
- PLAN CHIME HOUR THE LORD OF THE DANCE（2004年10月27日、シンジュクシアターアプル）
- ハロー・グッバイ!（2005年1月7日 - 10日、シアターサンモール）
- おかあさんといっしょ 弘道おにいさんとあそぼ!（2005年2月11日 - 13日、さいたまスーパーアリーナ）
- サンリオピューロランド「夜を楽しまナイト」（2005年7月29日、サンリオピューロランド）
- 横浜タカシマヤ サンリオサマーフェスティバル（2005年8月5日、横浜タカシマヤ）
- トイザらスカーニバルinとしまえん（2005年10月9日、としまえん）
- サンリオピューロランド「夜を楽しまナイト」（2005年10月16日、サンリオピューロランド）
- サンリオピューロランド「夜を楽しまナイト」（2006年1月14日、サンリオピューロランド）
- みんなであそぼ! 不思議な不思議なワンダーランド（2006年3月4日・5日、さいたまスーパーアリーナ）
- クリスマスプチライブ（2006年12月16日、サンリオピューロランド）

### 映画
- バネ式（2002年、吉田照美自主制作）

## 作品

### DVD・ビデオ
- ママらくらくしつけビデオ（1997年3月21日）
- 高校入試面接ビデオ（2005年、TDKコア）
- 中学校保健体育DVD（2005年、TDKコア）

### 書籍
- ミュージカル新世紀タレント名鑑（2002年10月25日、グラフィック社）
- TGタレント名鑑2003（2003年1月1日、彩文館出版）
- CM NOW vol.101（2003年2月10日、玄光社）

## ディスコグラフィー

### パパム〜チョとムチャチ〜タ
- ママDEマジック（2003年3月5日発売）
  1. ママDEマジック（明治コーンソフト20周年記念キャンペーンソング）
作詞・作曲：パパイヤ鈴木、編曲：鈴木ヒロト
  2. Break Down
作詞・作曲：KEI-OZ&Nancy、編曲：パパイヤ鈴木、KEI-OZ&Nancy
  3. あなたしか見えない
作詞・作曲・編曲：KEI-OZ&Nancy
  4. 恋のパパDEサンバ（セガトイズ「ダンスピコ」タイアップソング）
作詞：鈴木ヒロト、高尾滋、作曲・編曲：鈴木ヒロト
  5. ママDEマジック（カラオケ）
  6. Break Down（カラオケ）
  7. あなたしか見えない（カラオケ）
  8. 恋のパパDEサンバ（カラオケ）

### パパム〜チョとムチャチ〜タとミルモとリルムとヤシチとムルモ
- 踊る魔法のおそうざいビョ〜ン（2003年10月22日発売）
  1. 踊る魔法のおそうざいビョ〜ン（「わがまま☆フェアリー ミルモでポン! ごおるでん」エンディングテーマ）
作詞：夢野萌、作曲・編曲：近藤浩章
  2. 恋はドレミファソファミルモ
作詞：夢野萌、作曲・編曲：近藤浩章
  3. 踊る魔法のおそうざいビョ〜ン（カラオケ）
  4. 恋はドレミファソファミルモ（カラオケ）

### まいめろでぃーず
- オトメロディー/マイドリーム！マイメロディ！（2005年5月25日発売）
  1. オトメロディー（「おねがいマイメロディ」オープニングテーマ）
作詞：山田ひろし、作曲・編曲：渡部チェル、歌：高橋美佳子
  2. マイドリーム!マイメロディ!（「おねがいマイメロディ」第1期エンディングテーマ）
作詞：高橋秀幸、作曲・編曲：鈴木盛広、歌：まいめろでぃーず
  3. オトメロディー（カラオケ）
  4. マイドリーム!マイメロディ!（カラオケ）

- 夢見るチカラ/おねがいクリスマス（2005年11月23日発売）
  1. 夢見るチカラ（「おねがいマイメロディ」第2期エンディングテーマ）
作詞：斉藤浩志、作曲・編曲：伊藤心太郎、歌：まいめろでぃーず
  2. おねがいクリスマス（「おねがいマイメロディ」挿入歌）
作詞：山田ひろし、作曲・編曲：渡部チェル、歌：マイメロディ
  3. 夢見るチカラ（カラオケ）
  4. おねがいクリスマス（カラオケ）

- コイ♥クル/ハレ★ソラ（2006年4月26日発売）
  1. コイ♥クル（「おねがいマイメロディ 〜くるくるシャッフル!〜」オープニングテーマ）
作詞：山田ひろし、作曲・編曲：渡部チェル、歌：黒木マリナ
  2. ハレ★ソラ（「おねがいマイメロディ 〜くるくるシャッフル!〜」第1期エンディングテーマ）
作詞：山田ひろし、作曲・編曲：渡部チェル、歌：まいめろでぃーず
  3. コイ♥クル（カラオケ）
  4. ハレ★ソラ（カラオケ）

### まいめろでぃーずとマリーランドのなかまたち
- 手をつなごう（2006年11月22日発売）
  1. 手をつなごう（「おねがいマイメロディ 〜くるくるシャッフル!〜」第2期エンディングテーマ）
作詞：山田ひろし、作曲・編曲：渡部チェル、歌：まいめろでぃーずとマリーランドのなかまたち
  2. ハレ★ソラ
作詞：山田ひろし、作曲・編曲：渡部チェル、歌：マリーランドのなかまたち
  3. 手をつなごう（カラオケ）